# Kulali, Mudhol
Kulali là một làng thuộc tehsil Mudhol, huyện Bagalkot, bang Karnataka, Ấn Độ.